# Grammy Award para Melhor Gravação de Pop Dance
O Grammy Award para Melhor Gravação de Pop Dance é um prêmio concedido pela Recording Academy que homenageia as interpretações de música dance-pop em determinado ano. O galardão foi atribuído pela primeira vez na 66.ª edição anual dos Grammy Awards, em 2024, como complemento da categoria Melhor Gravação de Dance.
A academia anunciou a nova categoria em junho de 2023, informando que o prêmio vai para "faixas e singles de gênero dance com arranjos pop" que apresentem "batidas rítmicas e instrumentos eletrônicos", além de ênfase no "desempenho vocal e melódico". Remixagens não são elegíveis nessa categoria e, em compensação, são reconhecidas em "Gravação Remixada Não Clássica".
O prêmio vai para o(s) artista(s), produtor(es) e mixador(es). A vencedora inaugural deste prêmio foi Kylie Minogue, que ganhou por "Padam Padam" na 66ª edição do Grammy Awards. Atualmente, David Guetta e Troye Sivan lideram o número de nomeações, com duas indicações cada.

## Vencedores e indicados
Nas tabelas a seguir, os anos são listados como o de realização da cerimônia de entrega do prêmio.

### Década de 2020
| Ano  | Vencedor(es)                                              | Trabalho      | Indicados | Ref.  |
| ---- | --------------------------------------------------------- | ------------- | --- | ----- |

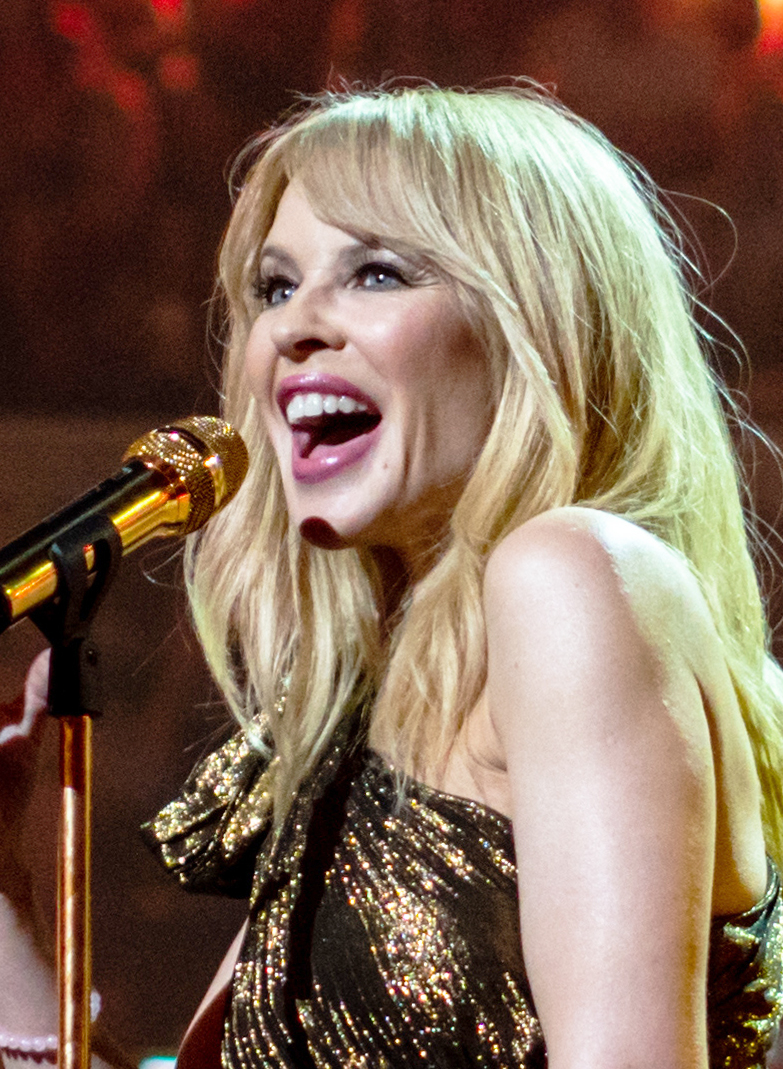
Kylie Minogue, vencedora inaugural.

| 2024 | Kylie Minogue · Lostboy (produção) · Guy Massey (mixagem) | "Padam Padam" | - David Guetta, Anne-Marie e Coi Leray – "Baby Don't Hurt Me" - Calvin Harris e Ellie Goulding – "Miracle" - Bebe Rexha e David Guetta – "One In A Million" - Troye Sivan – "Rush" | [ 4 ] |
| 2025 | Charli xcx · Finn Keane (produção) · Tom Norris (mixagem) | "Von Dutch"   | - Madison Beer – "Make You Mine" - Billie Eilish – "L'Amour de Ma Vie (Over Now Extended Edit)" - Ariana Grande – "Yes, And?" - Troye Sivan – "Got Me Started"                     | [ 5 ] |

## Artistas com várias indicações
Os seguintes artistas receberam duas ou mais indicações ao Grammy de Melhor Gravação de Pop Dance:
| Indicações | Artistas     |
| ---------- | ------------ |
| 2          | David Guetta |
| 2          | Troye Sivan  |